# Rhizotrogus antiochia
Rhizotrogus antiochia är en skalbaggsart som beskrevs av Brenske 1886. Rhizotrogus antiochia ingår i släktet Rhizotrogus och familjen Melolonthidae. Inga underarter finns listade i Catalogue of Life.